# Irakiske borgerkrig
Den irakiske borgerkrig er en løbende væbnet konflikt i Mellemøsten. Den er en udløber af Oprøret i Irak (2011-2013) og er til dels forbundet med Borgerkrigen i Syrien.
I 2014 eskalerede det irakiske oprør til en borgerkrig med erobringen af Fallujah og Mosul og store områder i det nordlige Irak, foretaget af den Islamiske Stat i Irak og Levanten (ISIL, også kendt som ISIS). Dette resulterede i tvungen tilbagetræden for premierminister Nuri al-Maliki, luftangreb fra USA, Iran, Syrien og mindst et dusin andre lande, deltagelse af iranske tropper og militær støtte til Irak fra Ruslands side.  I 2017 lykkedes det den irakiske hær og allierede styrker, at genvinde kontrollen over landet, efter 3 års kampe med organisationen ISIS.

## Krigsførende
Både de irakiske væbnede styrker, kurdiske peshmergaer og forskellige turkmenske muslimer, assyriske kristne, yazidier, Shabaki og armenske kristne styrker har stået over for ISIL. Selv om omkring 35.000 kurdiske peshmergaer indgår i de irakiske væbnede styrker, er de fleste peshmerga-styrker virksomme under kommando af lederen for irakisk Kurdistan i den kurdiske autonome region i Irak. Assyriske kristne styrker omfatter blandt andre: Syriac Military Council, Assyrian Defence Force, Nineveh Plain Protection Units, Qaraqosh Protection Committee og Dwekh Nawsha.

## Tidslinje for krigen

### 2014
I løbet af deres Anbar-kampagne besatte ISIL mindst 70% af Anbar-provinsen i juni 2014, herunder byerne Fallujah, Al Qaim og halvdelen af provinshovedstaden Ramadi. ISIL-styrker inflitrerede også Abu Ghraib i Bagdad-provinsen.
Efter yderligere storstilede offensiver i Irak i begyndelsen af juni 2014 overtog ISIL kontrollen med Mosul, den næstmest folkerige by i Irak,  den nærliggende by Tal Afar og de fleste af de omkringliggende områder i Nineveh-provinsen. ISIL erobrede også dele af Kirkuk- og Diyala-provinserne samt Tikrit, det administrative centrum af Salahuddin-guvernementet,  med det ultimative mål at erobre Bagdad, den irakiske hovedstad. ISIL mentes kun at have 2.000-3.000 kæmpende indtil Mosul-kampagnen, men i løbet af denne kampagne blev det klart, at dette tal var en grov undervurdering. Der var også rapporter om, at en række sunnimuslimske grupper i Irak, som var imod den overvejende shiamuslimske regering, havde sluttet sig til ISIL og dermed forøget gruppens styrke. Men kurderne, som er for det meste sunnier, i det nordøstlige Irak, var uvillige til at blive trukket ind i konflikten, og der var sammenstød i området mellem ISIL og den kurdiske peshmergaer.
ISIL henrettede 1.700 Irakiske soldater, der havde overgivet sig i kampene og efterfølgende offentliggjorde man mange billeder af massehenrettelser via sin Twitter-konto og forskellige hjemmesider.
I slutningen af juni erobrede ISIS-enheder to vigtige grænseovergange i Anbar, dagen efter erobringen af grænseovergangen ved Al-Qaim. Ifølge analytikere kunne kontrollen over disse grænsekrydsninger hjælpe ISIL i transport af våben og udstyr til forskellige slagmarker. To dage senere bombede det syriske luftvåben ISIL-positioner i Irak. Iraks premierminister Nouri al-Maliki udtalte: "Der var ingen koordinering involveret, men vi glæder os over denne handling Vi glæder os over enhver syriske angreb mod ISIS, fordi denne gruppe mål både Irak og Syrien."
På dette tidspunkt rapporterede The Jerusalem Post, at Obama-administrationen havde anmodet om US $ 500 millioner fra den amerikanske kongres, der skulle bruges til uddannelse og bevæbning af "moderate" syriske oprørere, der kæmper mod den syriske regering, for at imødegå den voksende trussel fra ISIS i Syrien og Irak.
Den 29. juni erklærede ISIL oprettelsen af et nyt kalifat. Abu Bakr al-Baghdadi blev udnævnt til kalif, og gruppen skiftede officielt navn til Islamisk Stat. Fire dage senere udtalte Abu Bakr al-Baghdadi, den selvudråbte kalif af den nye islamiske stat, at muslimer burde forene sig i at erobre Rom for at "eje verden." Han opfordrede muslimer verden i at forene sig bag ham som deres leder.
Den 24. juli sprængte ISIL moskeen og graven for profeten Yunus (Jonas) i Mosul, uden rapporter om tilskadekomne. Beboere i området sagde, at ISIS havde slettet et stykke irakisk kulturarv. Jonas 'grav var også en vigtig helligt sted i den jødiske tradition. Et par dage senere, ISIL også sprængte Nabi Shiyt (Profeten Seths helligdom) i Mosul. Sami al-Massoudi, souschef i den shiamuslimske begravelses agentur, der fører tilsyn med hellige steder, bekræftede ødelæggelsen og tilføjede, at ISIS havde fjernet genstande fra helligdommen til et ukendt sted.
I en offensiv i august erobrede ISIL Sinjar og en række andre byer i den nordlige del af landet. Næsten 200.000 civile, for det meste yazidier, formåede at flygte fra kampene i Sinjar by, omkring 50.000 af dem flygtede ind i Sinjar-bjergene, hvor de var fangede uden mad, vand eller lægehjælp med udsigt til sult og dehydrering. De var blevet truede med døden, hvis de nægtede at konvertere til islam. En FN-repræsentant sagde, at "en humanitær tragedie udspiller sig i Sinjar." Ved udgangen af måneden massakrerede ISIL 5.000 yazidiske mænd ved drab, der foregik i hundredvis i forskellige landsbyer. Ydermere avancerede Islamisk Stat, i løbet af den seneste offensiv, til mindre end 30 km fra den irakiske kurdiske hovedstad Erbil i det nordlige Irak.
Foranlediget af belejringen og drabet på yazidier autoriserede præsident Obama den 7. august målrettede luftangreb i Irak mod ISIL, sammen med nedkastninger af nødhjælp til flygtningene. Briterne tilbød den amerikanerne bistand med overvågning og tankning og de planlagte humanitære nedkastninger til irakiske flygtninge. USA hævdede, at den systematiske eliminering af yazidier, som Islamisk Stat foretog, var folkedrab. Den Arabiske Liga beskyldte også den islamiske stat for at begå forbrydelser mod menneskeheden.
Den 13. august brød amerikanske luftangreb og kurdiske styrker ISILs belejring af Mount Sinjar. Fem dage senere lykkedes det kurdiske peshmerga-landtropper, med hjælp fra irakiske specialstyrker og den amerikanske luftkampagne, at overvinde ISILs militærstyrker og genvinde kontrollen over Mosul Dæmningen.
Den 31. august begyndte USA, Frankrig, Storbritannien og Australien humanitære bistandsnedkastninger med mad, vand og medicin for at hjælpe med at forhindre en potentiel massakre mod det shiaturkmenske mindretal i Amirli. USA foretog også luftangreb på ISILs positioner rundt om og i nærheden af Amirli. Irakiske embedsmænd oplyste, at de havde nået Amirli og brudt belejringen, og at militæret kæmpede for at rydde områderne omkring byen. Dette er kendt for at være den første store vendepunkt i kampen mod ISIL i Irak.
I september sendte USA yderligere 250 amerikanske tropper for at beskytte amerikansk personale, mens den første engagement fra det britiske militærs side mod IS-mål fandt sted, da en britisk Panavia Tornado-jagerfly kastede en Paveway IV-bombe på "en tung våbenstilling" holdt af ISIL i det nordvestlige Irak i slutningen af måneden. Desuden tilbød Australien 200 specialstyrker til kurderne og 600 australske tropper landede i Forenede Arabiske Emirater. Den følgende måned gav Australien tilladelse til sine specialstyrker tropper til at drage til Irak som en del af en anti-ISIL-koalition den dag, samt bemyndigede luftangreb.
Medio oktober erobrede ISIL-styrker byen Hīt efter, at den 300-stærke irakiske hær garnison opgav forsvaret og satte dens lokale base og forsyninger i brand, og omkring 180.000 civile (herunder flygtninge fra den tidligere Anbar-offensiv) flygtede fra området. Senere samme måned blev Operation Ashura lanceret af irakiske styrker og iranske-støttede shia-milits, hvor man vandt en stor sejr og generobrede den strategiske by Jurf al-Sakhar nær Bagdad, og sikrede vejen for millioner af shia-pilgrimme, der var på vej til Karbala og Najaf på Ashuradagen. I mellemtiden generobrede kurdiske styrker Zumar.
Den 21. oktober erobrede ISIL terræn nord for Sinjar-bjergene, hvilket afskar områdets flugtvej til kurdiske områder. Yazidi-tropper trak sig derefter derfra ind i bjergene, hvor antallet af civile yazidi-flygtninge blev anslået til 2.000-7.000. Bjergene var endnu engang blevet delvist belejret af ISIL.
I midten af november generobrede irakiske styrker kontrollen over størstedelen af den strategiske by Baiji fra Islamisk Stat og brød belejringen af det nærliggende olieraffinaderi. Men den følgende måned generobrede ISIL Baiji og genetablerede belejringen af raffinaderiet.
Den 17. december indledte peshmerga-styrker, støttet af 50 USA-ledede koalitionsluftangreb mod ISIL-positioner, en offensiv for at befri Sinjar og for at bryde den delvise ISIL-belejring af Sinjar-bjergene. På mindre end to dage blev belejringen brudt. Efter, at ISILs styrker havde trukket sig tilbage, blev kurdiske krigere konfronteret med opgave at fjerne landminer i området, men de fik hurtigt åbnet en landkorridor til bjergene, der gjorde det muligt at evakuere yazidier. Operationen efterlod 100 døde ISIL-krigere.
Sent den 21. december nåede syriske kurdiske YPG-krigere syd for bjergkæden peshmergaernes linjer, og dermed blev deres to fronter forbundne.  Den næste dag brød YPG igennem ISILs linjer og dermed åbnedes en korridor fra Syrien til byen Sinjar. Om aftenen overtog peshmergaer kontrollen med store dele af Sinjar.

### 2015
I slutningen af januar generobrede irakiske styrker hele provinsen Diyala fra Islamisk Stat. Ligeledes indledtes i Mosul en offensiv, hvor peshmerga-styrker erobrede store dele af territoriet omkring Mosul.
Den 2. marts begyndte det andet slag ved Tikrit, og efter mere end en måneds hårde kampe, vandt regeringstropper og pro-iranske shiitiske militser over ISILs styrker og befriede Tikrit. Denne fremgang blev afløst af et tilbageslag i slutningen af maj, da ISIL erobrede provinshovedstaden Ramadi i Anbar-provinsen.
Den 17. juli detonerede en selvmordsbomber en bilbombe på et overfyldt markedsplads i byen Khan Bani Saad under Eid al-Fitr-festlighederne og dræbte 120-130 mennesker og sårede yderligere 130. Yderligere tyve personer blev meldt savnede efter bombningen.
Den 13. august detonerede en selvmordsbomber en lastbilsbombe på en overfyldt markedsplads i Sadr City, Bagdad, og dræbte mindst 75 mennesker og sårede yderligere 212.
Den 27. august dræbte en selvmordsbomber general Abdel Rahman Abu Ragheef, næstkommanderende for operationer i provinsen Anbar, og brigadegeneral Safeen Abdel Majeed, en afdelingskommandant.
Den 13. november mistede ISIL-styrker Sinjar til kurdiske styrker.
Den 16-17. december igangsatte ISIL-styrker en stor offensiv nord-øst for Mosul mod kurdiske positioner men blev slået tilbage.
Fra 22. december indledte den irakiske hær en kampagne for at generobre Ramadi. Den 28. december erklærede Irak Ramadi befriet for ISIL-styrker og under kontrol af den irakiske regering.

### 2016
Irakiske styrker genvandt kontrollen over Hīt og Ar-Rutbah i offensive operationer i 2016 og derefter Fallujah efter det tredje slag ved Fallujah, som endte i juni 2016.
Den 16. oktober 2016 begyndte slaget ved mosul.

### 2017
Den 29. juni 2017 blev det meddelt, at koalitionsstyrker havde befriet Nuri-moskéen i Mosul. Moskéen var blevet sprængt i luften ugen før. Ifølge den irakiske regering var det IS, som sprængte den, fordi jihadisterne var tæt på at blive løbet over ende af de irakiske styrker. Iraks premierminister, Haider al-Abadi, erklærede »enden på Islamisk Stat«, skrev nyhedsbureauet Reuters. Generobringen af moskeeen betød dog ikke, at krigen var slut. Det menes, at over 100.000 mennesker fortsat var fanget under kampene i Mosul mellem IS og den irakiske hær. I efteråret 2017 generobrede den irakiske hær  byerne Hawija og Al-Qaim,  der var de sidste  ISIS-tilholdssteder i Irak.